# Protocole de l'instance
En procédure civile québécoise, le protocole de l'instance est un document qui, une fois que le demandeur a reçu la réponse du défendeur, doit être conçu par les différentes partis pour régir l'instance. C'est un protocole où l'on établit comment l'instance va se dérouler, une certaine forme de recette juridique.
Dans le protocole de l'instance, les parties « y précisent leurs conventions et engagements et les questions en litige, indiquent la considération qu'elles ont portée à recourir aux modes privés de prévention et de règlement des différends et les opérations à effectuer pour assurer le bon déroulement de l'instance, évaluent le temps qui pourrait être requis pour les réaliser de même que les coûts prévisibles des frais de justice et fixent les échéances à respecter à l'intérieur du délai de rigueur pour la mise en état du dossier.
Dans ce même article, il est préciser que: «Les parties sont tenues de coopérer pour régler l'affaire ou pour établir le protocole de l'instance».
):
Le protocole de l'instance doit aussi porter sur les éléments suivants (voir art. 148 C.p.c.):
1. les moyens préliminaires et les mesures de sauvegarde
2. l'opportunité de recourir à une conférence de règlement à l'amiable
3. les interrogatoires écrits ou oraux préalables à l'instruction, leur nécessité et, s'il y a lieu, leur nombre et leur durée anticipés
4. l'opportunité de procéder à une ou plusieurs expertises, sur leur nature et, le cas échéant, les motifs pour lesquels les parties n'entendent pas procéder par expertise commune
5. la défense, son caractère oral ou écrit, et en ce cas le délai à respecter pour la produire
6. les modalités et les délais de constitution et de communication de la preuve avant l'instruction
7. les incidents prévisibles de l'instance
8. la prolongation, le cas échéant, du délai de mise en état du dossier
9. les modes de notification que les parties entendent utiliser

Le protocole de l'instance «doit être déposé au greffe dans les 45 jours de la signification de l'avis d'assignation ou, en matière familiale, dans les trois mois de cette signification». (art. 149 C.p.c.).
Dans les 20 jours suivant le dépôt au greffe, donc 65 jours après la signification, le tribunal examine le dépôt. Le protocole est présumé accepté sauf si les parties sont convoquées à une conférence de gestion qui doit être tenue dans les 30 jours suivant la convocation.